# Comedia sin título (Federico García Lorca)
Comedia sin título es una obra de teatro inconclusa de Federico García Lorca de la que sólo se conserva un primer acto debido a que el autor estaba todavía escribiéndola cuando fue asesinado al inicio de la guerra civil española. Forma parte junto a El Público y Así que pasen cinco años de la llamada "trilogía del teatro imposible" de Lorca, en el que junto a la metateatralidad prima un lenguaje fuertemente influenciado por el surrealismo.

## Argumento

### Acto primero
Un autor se muestra en proscenio ante un público real y les explica que es su responsabilidad cívica la que le obliga a detener la obra, combatir el teatro burgués al uso y traer al escenario la realidad social, el clamor de la calle. Tal discurso se verá interrumpido por varios espectadores, tramoyas, figurantes, apuntador y actores, hasta que la revolución llega y destruye el teatro.

### Actos segundo y tercero
No ha llegado hasta nosotros el texto del segundo (probablemente concluido) y tercer acto (apenas imaginado) del que se iba a componer la obra, sin embargo sabemos por declaraciones de amistades, como Margarita Xirgu, ante quienes leyó algunos parlamentos del segundo acto que éste sucedía en una morgue y que, aunque todavía no había comenzado a trabajar en el tercero, éste iba a suceder en el cielo, con coro de ángeles andaluces en traje de faralaes.

## El posible título de la obra
Se desconoce el título final con el que el poeta iba a bautizar la obra, pero por algunas declaraciones podría ser El sueño de la vida, un guiño a uno de sus autores favoritos, Calderón de la Barca.
-Que el gran poeta Federico García Lorca, uno de los grandes prestigios de España, trabaja febrilmente.
-Que está terminando el segundo acto de una obra ultra moderna en la que maneja los más audaces procedimientos y sistemas teatrales.
-Que el espectador no irá a ver lo que pasa, sino a sentir lo que le pasa.
-Que el escenario y la sala están unidos en el desarrollo de la obra.
-Que la obra es sumamente fuerte.
-Que la obra no tiene título aún, pero que el que más
le cuadraría hubiese sido La vida es sueño
-Que ese título ya lo utilizó Calderón ...
-Que, de todas formas, el título será parecido a ése.
-Que la intensidad emocional de la obra va en aumento y que los espectadores que no pueden mantener el control de sus nervios harán bien en abandonar la sala.
-Que la obra trata de un problema social agudo y latente.
-Que la obra está resuelta de un modo sorprendente.
Ian Gibson citando a El Heraldo de Madrid del 12 de febrero de 1936 en su libro Lorca y el mundo Gay

## Estreno y versiones
Pese a considerarse una pieza inacabada y, por lo tanto, de corta duración, por su talante surrealista ha sido llevada con éxito a escena tanto por agrupaciones profesionales como por compañías de teatro universitario.
En España se estrenó en 1989 con el texto sin añadidos en el Teatro María Guerrero con dirección de Lluis Pascual, mientras que en 2005 se realizó en el Teatro de la Abadía con una versión de Luis Miguel Cintra quién añadió otros textos lorquianos (principalmente de El público) y algunas líneas de El Gran Teatro del Mundo de Calderón de la Barca.
La cercanía estética entre El público y esta pieza hace que se plenteen montajes donde convivan ambos, como es el caso del director polaco Pawel Nowicki quien las estrenó en 1984 en Polonia y las repuso en 2011 en el Teatro Estudio del centro Julio Mario Santo Domingo de Bogotá, Colombia.
En 2019 se estrenó una versión de Alberto Conejero en Madrid en la que el dramaturgo ha completado los dos actos restantes. En diciembre de ese mismo año Sara Molina Doblas dirigiría un nuevo montaje de Comedia sin título, tras su primera versión de 1995, que sería estrenada en el Festival de Otoño de Madrid.
En noviembre de 2021, Marta Pazos dirigió para el Centro Dramático Nacional una adaptación de Comedia sin título del dramaturgo José Manuel Mora.
El mismo año de 2021, en el mes de septiembre, el director Javier García Pato estrenaba la misma obra en Cercedilla, Madrid. Completó él mismo los dos actos restantes con una idea original.